# سليمان باشا الإشقودري
سليمان باشا الإشقودري هو سياسي عثماني شغل منصب والي في الدولة العثمانية.

## مناصبه
تولى المناصب التالية:
- سنجق بك إشقودرة (1685–1692)